# Abbaye de Saint-Thibéry
L'abbaye de Saint-Thibéry est une ancienne abbaye bénédictine située à Saint-Thibéry dans l'Hérault (France).

## Histoire
L'abbaye est fondée à la fin du VIIIe siècle. Elle est établie au pied de l'ancien oppidum de Cessero, au croisement de deux voies antiques, la voie Domitienne et la voie Mercadale qui reliait Agde à Lodève.
Attilion est le premier abbé connu de Saint-Thibéry. Après un voyage en Bourgogne, il est revenu s'établir près des tombes de trois martyrs : saint Thibéry ou Tibère, fils d'Hélée gouverneur romain d'Agde, Modeste, son précepteur qui l'aurait converti au christianisme et Florence, jeune femme qui les aurait accueillis. Il serait le créateur de l'abbaye, à moins qu'il en soit le restaurateur après la destruction de l'abbaye par les Sarrasins. Il a été l'ami de saint Benoît d'Aniane. Les pèlerins de Saint-Jacques-de-Compostelle faisaient halte à l'abbaye pour honorer les restes des martyrs Tibère, Modeste et Florence.
Plusieurs conciles se sont tenus dans l'abbaye, en 907, en 1050, en 1389.
En 1226, Guillaume de l'Isle, abbé de l'abbaye Saint-Pons de Thomières fut nommé avec les abbés de l'abbaye de Lagrasse et de Benoît d'Alignan de l'abbaye de Saint-Hilaire pour présider au chapitre général des moines noirs de la province de Narbonne, qui fut tenu dans ce monastère du diocèse d'Agde. C'est pourquoi la Bulle qui est datée de Péruse le 1er juillet, dans laquelle le pape Grégoire IX confirme les statuts qui y furent faits, fut adressée à ces trois abbés,
L'abbaye souffre lors de la guerre de Cent Ans, mais est reconstruite aux siècles suivants.
En 1479, Louis XI accorde une protection royale.
Cependant, les guerres de Religion ont failli la faire disparaître.
C'est l'adhésion à la congrégation de Saint-Maur (enregistrée au Parlement de Toulouse en 1639), qui redonne la vie au sein de l'abbaye. Cette même année, Louis XIII accorde le titre d'« abbaye royale ».
Comme tous les établissements de ce type, l'abbaye est vendue comme bien national à la Révolution française.
La totalité de l'abbaye de Saint-Thibéry est inscrite aux monuments historiques depuis le 21 février 2005.

## Description
Des bâtiments d'origine, peu de choses subsistent.
Au nord-ouest se trouvait l'église paroissiale Notre-Dame-de-la-Salvetat. Elle a été vendue puis transformée en maisons d'habitation à la période révolutionnaire.
L'église abbatiale actuelle a été construite aux XIVe et XVe siècles. Son abside polygonale est soutenue à l'extérieur par des contreforts. Elle aurait dû être prolongée à l'ouest jusqu'à la grande tour clocher (1520-1530). Une porte monumentale s'appuyait à cette tour et a été détruite au début du XIXe siècle. On devine encore le montant droit de cette porte.
Au XVIIe siècle, le cloître a été réaménagé. De 1706 à 1710 a été construit le grand bâtiment méridional à deux étages qui donnait sur une grande cour. En 1712 a été bâti à l'est un corps de logis qui relie le bâtiment précédent à la sacristie et au chœur de l'église.
Au XIXe siècle, le grand bâtiment méridional a été partagé entre plusieurs propriétaires. Des maisons ont été édifiées dans la grande cour.
La communauté d'agglomération Hérault Méditerranée a entrepris depuis quelques années de racheter les anciens bâtiments monastiques et de les restaurer.

### Mobilier de l'église abbatiale
En 1752, Dom Bédos de Celles qui résidait à l'abbaye, a construit un orgue. Cet orgue a été transféré à Notre-Dame des Tables à Montpellier en 1806.
Au XVIIIe siècle, quarante stalles et des lambris ont été disposés dans le chœur.
Le maître-autel en marbre entouré de deux anges est ce qui subsiste d'un retable du XVIIe siècle.
La chapelle de la Vierge possède un retable, œuvre de François Laucel de Narbonne et datant de la fin du XVIIIe siècle.
Les Pénitents blancs de Saint-Thibéry ont offert en 1779 à l'église deux tableaux, L'Ultime Cène et Le Repas chez Simon le pharisien peints par un auteur inconnu. Ils ont fait l'objet d'une restauration en 2008.
Un tableau de saint Roch du XIXe siècle était placé dans la chapelle des fonts baptismaux et, depuis 2006, est conservé dans le presbytère.

## Abbés
- fin du VIIIe siècle : Attilion.
- 1291-1296 : Guillaume de Canillac.
- Vers 1530 : Jean Dupuy ou François Guillaume de Castelnau de Clermont-Lodève.

## Galerie

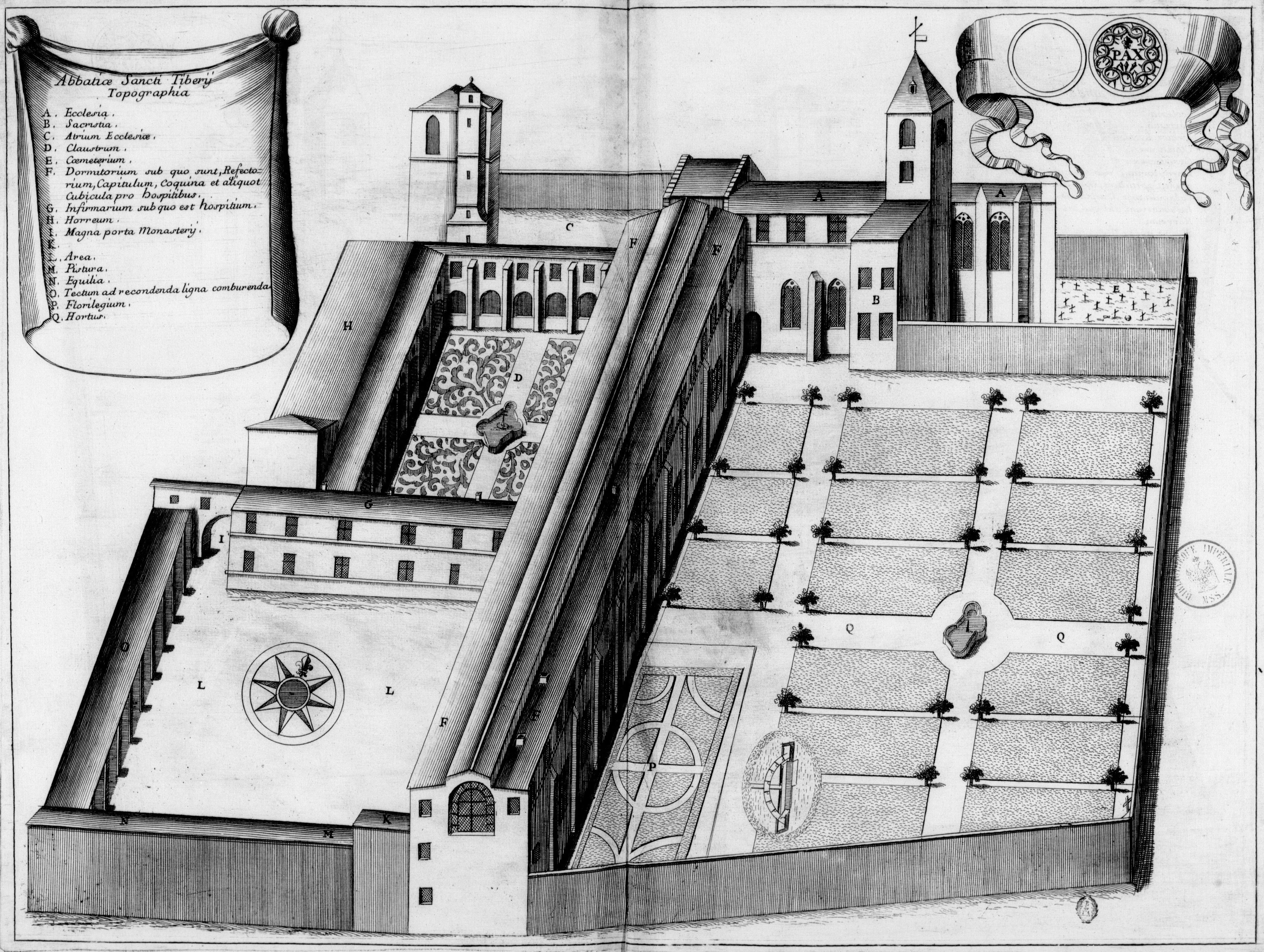
L'abbaye de Saint-Thibéry dans Monasticon Gallicanum.
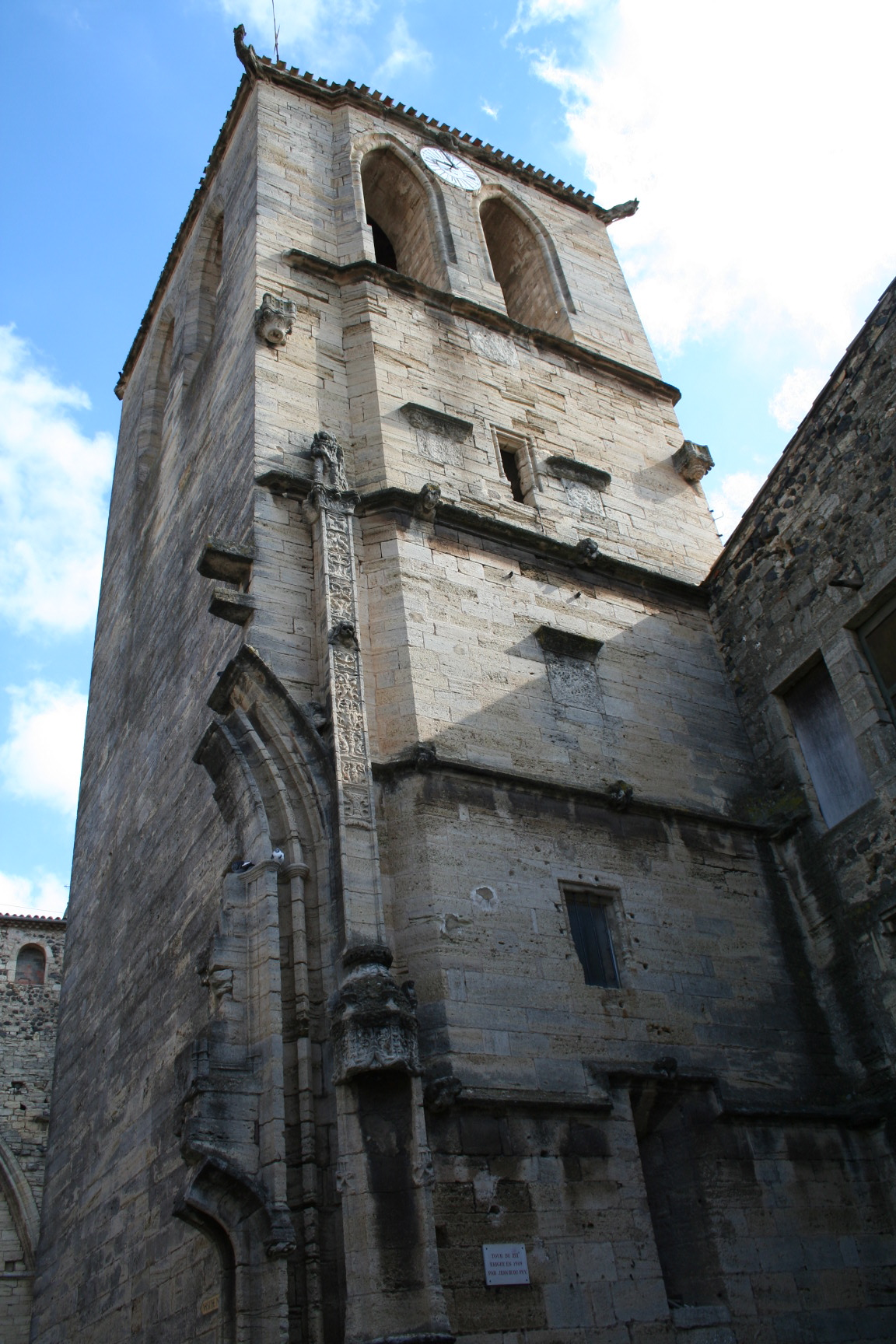
La tour-clocher (entre 1520 et 1530).

## Sources et références
1. 1 2  « Ancienne abbaye royale de Saint-Thibéry », notice no PA34000052, sur la plateforme ouverte du patrimoine, base Mérimée, ministère français de la Culture
2. ↑  Dictionnaire d'histoire et de géographie ecclésiastique, fasc. XXV-XXVI, col. 174-175.
3. ↑  Michel Record, Le guide du pèlerin : Codex de Saint-Jacques-de-Compostelle attribué à Aymeri Picaud (XIIe siècle), Éditions Sud Ouest, 2006, 191 p. (ISBN 978-2-87901-659-7)
4. ↑  Elle est rapportée par Dom Luc d'Achery, Spicil, tome 6.
5. ↑  F. B. T. L. G. Prêtre et chanoine de l'église Saint-Pons de Thomières, Chronologie des abbez du monastère et des evesques de l'église de S. Pons de Thomières, Saint-Pons, 1873, p. 27.
6. ↑  Nejoud El hihi, Laurent Félix, Thierry Lochard et Denis Nepipvoda, Saint-Thibéry : Le village et l'abbaye, Mauguio, Connaissances & Patrimoines Éditions, 2016, 132 p. (ISBN 978-2-907276-23-8), p. 52
7. ↑  Le buffet Notice no PM34000417, sur la plateforme ouverte du patrimoine, base Palissy, ministère français de la Culture et la partie instrumentale Notice no PM34000416, sur la plateforme ouverte du patrimoine, base Palissy, ministère français de la Culture ont été classés en 1975
8. ↑  L'ensemble a été classé en 2008 Notice no PM34004088, sur la plateforme ouverte du patrimoine, base Palissy, ministère français de la Culture
9. ↑  Inscrit au titre objet en 1993 Notice no PM34001420, sur la plateforme ouverte du patrimoine, base Palissy, ministère français de la Culture
10. ↑  Inscrit au titre objet en 1993 Notice no PM34001421, sur la plateforme ouverte du patrimoine, base Palissy, ministère français de la Culture
11. ↑   Inscrit au titre objet en 1992 Notice no PM34004080, sur la plateforme ouverte du patrimoine, base Palissy, ministère français de la Culture
12. ↑  Inscrit au titre objet en 1992 Notice no PM34004079, sur la plateforme ouverte du patrimoine, base Palissy, ministère français de la Culture
13. ↑  Inscrit au titre objet en 2008 Notice no PM34004089, sur la plateforme ouverte du patrimoine, base Palissy, ministère français de la Culture